# Мемор
Мемор е римски узурпатор през 261 или 262 г. против император Галиен.
Мемор произлиза от Северна Африка и е отговорен за снабдяването на Рим с жито от Египет. Той узурпира след убийството на управителя на Египет и узурпатора Мусий Емилиан от изпратения генерал Аврелий Теодот, но скоро също е победен, хванат и екзекутиран.